# Девети конгрес на Македонската патриотична организация
Деветият конгрес на Македонските политически организации (МПО) се провежда през септември 1930 година в Йънгстаун, Охайо, САЩ. 
До този конгрес МПО стои на страна от братоубийствената война, обхванала ВМРО в България след убийството на Александър Протогеров през 1928 година. Борис Зографов, главен редактор на „Македонска трибуна“, се противопоставя на намесата на МПО във фракционистките битки във ВМРО и подава оставка. Пристигналият на негово място от България Асен Аврамов твърдо заема позицията на Иван Михайлов. На 2 септември 1930 година той успява да прокара резолюция обвързваща МПО с михайловистката линия и организацията официално заема страна в конфликта. Това довежда до известно разочарование и обезсърчение всред емиграцията.
На 3 септември 1930 година „Хърватски домобран“ и МПО провеждат съвместно заседание и гласуват обща декларация, че ще се придържат към принципа за самоопределение на народите. Това е пряк резултат от подписаната декларация между НК на СМЕО и Анте Павелич и Г. Перчец в София на 20 април 1929 година.